# دانشگاه ملی هنر کره
دانشگاه ملی هنر کره (انگلیسی: Korea National University of Arts) یک دانشگاه ملی در سئول، کره جنوبی است. دانشگاه ملی هنر کره در سال ۱۹۹۳ میلادی توسط وزارت فرهنگ، ورزش و جهانگردی کره جنوبی به عنوان تنها دانشگاه ملی هنر با هدف خدمت به عنوان یک مؤسسهٔ پیشرو که هنرمندان را پرورش می‌دهد، تأسیس شد. این دانشگاه دارای ۲۶ دپارتمان در ۶ دانشکده است: دانشکده‌های موسیقی، دراما، فیلم، تلویزیون و چند رسانه‌ای، رقص، هنرهای تجسمی، و هنرهای سنتی کره‌ای.